# Detector de ionización gaseosa
En física de partículas, un detector de ionización de gas es un instrumento de detección de radiación cuyo objetivo es detectar la presencia de partículas ionizantes. Si una partícula que atraviesa un gas tiene suficiente energía para ionizarlo, produce una traza electrónica a lo largo de su trayectoria. Esta señal se puede recoger mediante un campo eléctrico, que hace que los electrones migren hacia el ánodo y los iones hacia el cátodo. La carga medida en algunos casos es proporcional a la energía de la partícula.
Forman un grupo importante de instrumentos utilizados por la detección y medida de la radiación. Hay tres tipos básicos: cámara de ionización, contador proporcional de gas y contador Geiger-Müller.